# 高地民族
高地民族（越南语：／*/?），又称蒙塔尼亞（法語：Montagnard），又译高地族、高地民、山地民、山民、山嶽居民等，是指居住在越南西原的原住民族。法語名詞「Montagnard」（蒙塔尼亞）意思是「山區的人」，乃是法國殖民時代越南的遺留名詞。越南語名詞「người Thượng/」（上人）意思是「高地的人」，此詞現今也可以應用於越南其他的少數民族。早期，他們被蔑稱為「mọi/」，意為「野蠻人」。

## 族群
- 朱魯族
- 埃地族
- 嘉萊族
- 拉格萊族
- 巴拿族
- 墨儂族
- 麻族
- 色當族
- 格賀族
- 布婁族
- 葉堅族
- 勒曼族